# William Miller (actor)
William Thomas Francis Miller (Windsor, Inglaterra, 9 de septiembre de 1978) es un actor hispano-británico, hijo de padre estadounidense y madre británica. Está afincado en España desde su niñez.

## Biografía
William Miller habla inglés, español y francés. 
Estudió Historia y Arqueología y cursó estudios de arte dramático en el Aula de Arte Dramático (Aula d´Art Dramàtic) de la Universidad Rovira i Virgili.
Completó su formación con cuatro cursos de interpretación en el Estudio Juan Carlos Corazza de Madrid. Desde 1998, William Miller trabaja como actor en España, otros países de Europa, México y Estados Unidos.
En España es conocido principalmente por sus personajes en series de televisión, pero sus papeles en el cine, a menudo como secundario, han sido decisivos para el desarrollo de su carrera.
La versatilidad de Miller queda patente en sus actuaciones en distintas lenguas y géneros: histórico, acción, comedia, musical, terror. También es un músico de rock experimentado.
En 2017 se confirmó su participación en la décima temporada de la exitosa serie La que se avecina en Telecinco, en la que interpreta a un artista multidisciplinar llamado Héctor Atienza. Desde entonces aparece de forma eventual entre episodios, siendo un personaje más de reparto.

## Filmografía

### Cine
- The Mix (2003) de Pedro Lazaga, personaje: Dj Bull
- Tempus Fugit (2003) (Telefilme) de Enric Folch, personaje: Andros
- Rottweiler (2004) de Brian Yuzna, personaje: Dante
- Síndrome (2004) de Liberto Rabal, personaje: Álex
- Oculto (2005) de Antonio Hernández, personaje: Javier
- Salvador (2006) de Manuel Huerga, personaje: Cri-Cri
- Yo soy la Juani (2006) de Bigas Luna, personaje: Dani
- ¿Por qué se frotan las patitas? (2006) de Álvaro Begines, personaje: Charlie
- Cámara oculta (2007) (Telefilme) de Bryan Goeres, personaje: Miller
- Teresa: el cuerpo de Cristo (2007) de Ray Loriga personaje: Mejia
- Presumptes implicats (2007) (Telefilme) de Enric Folch, personaje: Santi
- The three ages of the crime (2007) de Elena C. Lairo, personaje: Adrian
- Susurros (2008) (Corto) de Carlos Castel, personaje: Marcelo
- La conjura de El Escorial (2008) de Antonio del Real, personaje: Capitán Rodrigo de Villena
- Sagan (2008) de Diane Kurys, personaje: Robert Westhorff
- Sans laisser de traces (2010), de Gregoire de Vigneron, personaje: Ritchie Brown
- Águila Roja: la película (2011), de José Ramón Ayerra, personaje: Capitán inglés
- La venta del paraíso (2012) de Emilio Ruiz Barrachina, personaje: Osvaldo
- Dust & Bullets (2012) (Corto) de Pablo Lapastora, personaje: Dark Rider
- Al otro lado (2012 (Corto) de Alicia Albares, personaje: Enrique
- Cinco de mayo: La batalla (2013) de Rafa Lara, personaje: Charles Ferdinand Latrille, Conde de Lorencez
- Vigilo el camino (2013) de Pablo Aragüés, personaje: Ángel
- Jim doesn't know what to say (2014) de Gerald B. Fillmore, personaje: Lance
- Los miércoles no existen (2015) de Peris Romano, personaje: Hugo
- En Alabama, sí (2015) (Corto) de Pablo Lapastora, con guion del propio William Miller.
- El tamaño sí importa (2016) de Rafa Lara
- Midnight man (2016) de D.C. Hamilton, personaje: Nomack
- Ruta Madre (2016) de Agustín Castaneda, personaje: Rodrigo
- Leavey (2016) de Gabriela Cowperthwaite
- The Medium (2016) de Brando Lee, personaje: Ian
- Los Futbolísimos (2018) de Miguel Ángel Llamara, personaje: Jerónimo Llorente
- La sombra de la ley (2018) de Dani de la Torre, personaje : Don Emilio
- The Medium (2020) de Brando Lee[1][3]

### Televisión
- Periodistas (Telecinco, 2001) (1 capítulo), como Michael.
- El cor de la ciutat (TV3, 2000-2002), como Rubén.
- 20 tantos (Telecinco, 2002) (4 capítulos), como Víctor Ambran.
- Cuéntame cómo pasó (La 1, 2002-2023) (37 capítulos), como Mike.
- London Street (Antena 3, 2003) (1 capítulo), como James.
- El comisario (Telecinco, 2004) (2 capítulos), como José Ramos.
- Capital (Telemadrid, 2004) (Temporada completa), como Nacho.
- Un paso adelante (Antena 3, 2005) (13 capítulos), como Nacho.
- Con dos tacones (La 1, 2006) (1 capítulo), como Carlos.
- Mesa para cinco (La Sexta, 2006) (1 capítulo).
- C.L.A. No somos ángeles (Antena 3, 2007) (Temporada completa), como el Dr. Serna.
- Los Serrano (Telecinco, 2007) (Capítulo 113), como Alfonso.
- Dos de mayo, la libertad de una nación (Telemadrid, 2008) (Temporada completa), como Luis Valencia.
- Ell@s (Antena 3, 2009) (Temporada completa).
- Hay alguien ahí (Cuatro, 2009), como el médium Jorge Selvas.
- Mar libre (Televisión de Galicia, 2010) Miniserie de 2 capítulos, como Anxo Estrada.
- Hispania, la leyenda (Antena 3, 2010) (2 capítulos), como Leucón .
- SexoenChueca (Telecinco, 2010) (Capítulo 4), como Enrique.
- Impares (Antena 3, 2010) (1 Capítulo) como William.
- Impares Premium (Antena 3, 2010) (Capítulo 6), como Gustavo.
- Vida loca (Telecinco, 2011) (Capítulo 13), como Rafa.
- Aída (Telecinco, 2011), como Alfonso.
- Above suspicion (ITV, 2012) (2 Capítulos), como Rupert Mitchell.
- Escoba! (TVG, 2012) (2 Capítulos), como Willy.
- Isabel (La 1, 2011-2013), (11 capítulos), como Beltrán de la Cueva.
- Sr. Ávila (HBO, 2014) (2 capítulos), como Marco Stell.
- Perception (TNT, 2014) (1 capítulo), como Cyrus Dunham.
- Las aventuras del Capitán Alatriste (Telecinco, 2015) (13 capítulos), como Duque de Buckingham.
- Velvet (Antena 3, 2015) (1 capítulo), como Belastegui.
- La que se avecina (Telecinco, 2016-2017) (8 capítulos), como Héctor Adieta.
- The 100 (The CW, 2018) (Temporada 5), como Paxton McCreary.[4]
- Señora Acero 5 (2018-2019), como Acacio Martínez.
- Warrior Nun (Netflix, 2020-presente), como Adriel

## Teatro
- El perro del hortelano para la Escola d'Actors de Barcelona.
- Vida al jardín de las delicias del Bosco del Teatro de la Calle.[5]
- 40. El musical libreto de Daniel Sánchez Arévalo, dirigida por Miquel Fernández, personaje: Mateo, en 2010-2011.[6]
- Los miércoles no existen escrita y dirigida por Peris Romano, personaje: Hugo, en 2013-2014.[7]

## Música
- Candymen, banda de rock de Salou (Tarragona) 2000-2010, voz y guitarra. Álbum: Indignation (2010).[8]
- Deniro, banda de rock de Madrid, 2010-2013, voz. Álbumes: El extraño disfrazado de normal (2011), De héroes y gobernantes (2013).[9]
- RAGE RISING, banda tributo de Rage Against the Machine, 2019 - actual, voz, Official Medley: https://www.youtube.com/watch?v=pGywAVeQZh8